# Jeremy Bastian
Pour les articles homonymes, voir Bastian.
Jeremy Bastian (ou Jeremy A. Bastian) est un auteur de bande dessinée américain né en 1978 à Ypsilanti (Michigan).

## Biographie
Jeremy Bastian a fait ses études à l’École d’art de Pittsburgh, en Pennsylvanie. En France, il est connu pour le triptyque La Fille Maudite du Capitaine Pirate, en anglais Cursed Pirate Girl. Le récit met en scène « une fillette espiègle autant que courageuse, partant à la recherche de son pirate de père sur les mers d'Omerta ». 
Ses influences sont Albert Dürer et Gustave Doré : il imite le grain de la gravure à l'aide de pinceaux ultrafins. Dans ce travail de patience, tant pour l'artiste que pour le lecteur, Bastian « passe en moyenne une semaine et demie par planche ».

## Œuvres
- La Fille Maudite du Capitaine Pirate, Les Éditions de la Cerise, coll. La Cerise sur le gâteau
  1. Volume premier, 2014  (ISBN 978-2-918596-05-9)
  2. Volume deuxième, 2016  (ISBN 978-2-918596-11-0)
  3. Volume troisième, 2021  (ISBN 978-2-918596-24-0)

## Exposition
En 2016, les travaux de Bastian font l'objet d'une exposition au festival Quai des bulles de Saint-Malo.